# Jacques Massol
Pour les articles homonymes, voir Massol.
Jacques Massol (1918, Saïgon - 2007, Vannes) est un peintre et un galeriste français d'art contemporain.

## Biographie
Issu d'une famille de négociants en vins de l'Aveyron, Jacques Massol né en 1918 à Saïgon où son père, sous-officier durant la guerre, est alors affecté. Massol fut peintre et directeur de la galerie Jacques Massol, situé au 12 rue La Boétie à Paris, de 1957 à 1982. Il y exposa de nombreux peintres, souvent ses amis, proches de l'abstraction lyrique. Il est le père de l'artiste peintre Marie-Jacques Massol.

## Artistes majeurs représentés par la galerie
- Atila
- André-François Breuillaud
- Pierre Dmitrienko
- Jacques Dufresne
- Jacques Germain
- Pierre-César Lagage
- Jacques Busse
- Jean Cortot
- Jean Clerté
- Géula Dagan
- Pierre Gastaud
- Gérard Mannoni
- François Jousselin
- Key Sato
- Léon Zack
- Fernand Dubuis
- Pierre Pinoncelli
- Jean-Marie Martin
- Gérard Lanvin
- Jeanne Socquet
- Alkis Pierrakos
- Bernard Mandeville
- Junko Frank
- Leif Knudsen
- Ann Tiné